# Боголюбовка (Бижбулякский район)
Боголюбовка (баш. Боголюбовка) — деревня в Бижбулякском районе Республики Башкортостан Российской Федерации. Входит в состав Дёмского сельсовета. 

## География

### Географическое положение
Находится на правом берегу реки Дёмы.
Расстояние до:
- районного центра (Бижбуляк): 40 км,
- центра сельсовета (Набережный): 6 км,
- ближайшей ж/д станции (Приютово): 69 км.

## История
Название происходит от фамилии Боголюбов.
С 1985 по 2008 годы входила в Южный сельсовет. 
Указ Президиума ВС Башкирской АССР от 27.09.1985 N 6-2/296 «Об образовании Южного сельсовета в составе Бижбулякского района» постановил:

Образовать в составе Бижбулякского района Южный сельсовет с центром в поселке фермы N 4 Демского совхоза.

Включить в состав Южного сельсовета населенные пункты Боголюбовка, фермы N 4 Демского совхоза, фермы N 5 Демского совхоза, исключив их из Демского сельсовета Бижбулякского района.
Согласно Закону Республики Башкортостан от 19.11.2008 № 49-З «Об изменениях в административно-территориальном устройстве Республики Башкортостан в связи с объединением отдельных сельсоветов и передачей населённых пунктов», Боголюбовка передана в Демский сельсовет.

## Население
| 2002 | 2009 | 2010 |
| ---- | ---- | ---- |
| 201  | →201 | ↘158 |

Согласно переписи 2002 года, преобладающая национальность — русские (68 %).